# يكة شوتية
يكة شوتية أو يكة جبلية أو يكة شيباء (الاسم العلمي:Yucca schottii) (بالإنجليزية: Schott's yucca, hoary yucca, and mountain yucca)‏ هي نوع من النباتات تتبع جنس اليكة من الفصيلة الهليونية.

## الموئل والانتشار
موطنها المنطق الجبلية في ولايتي أريزونا ونيومكسيكو في جنوب غرب الولايات المتحدة وولايتي شيواوا وسونورا في شمال المكسيك.

## الوصف النباتي
النبات معمر ومستديم الخضرة.